# Ischnochiton perforatus
Ischnochiton perforatus är en blötdjursart som beskrevs av Kaas 1990. Ischnochiton perforatus ingår i släktet Ischnochiton och familjen Ischnochitonidae.
Artens utbredningsområde är Filippinerna. Inga underarter finns listade i Catalogue of Life.